# Episodi di Edha
La prima stagione della serie televisiva Edha, composta da 10 episodi, è stata interamente pubblicata a livello internazionale su Netflix il 16 marzo 2018. 
| nº | Titolo originale        | Titolo italiano         | Pubblicazione Argentina | Pubblicazione Italia |
| -- | ----------------------- | ----------------------- | ----------------------- | -------------------- |
| 1  | La marca de la venganza | Il segno della vendetta | 16 marzo 2018           | 16 marzo 2018        |
| 2  | Las costuras del pasado | Le cuciture del passato | 16 marzo 2018           | 16 marzo 2018        |
| 3  | El modelo perfecto      | Il modello perfetto     | 16 marzo 2018           | 16 marzo 2018        |
| 4  | El cuerpo revelado      | Il corpo rivelato       | 16 marzo 2018           | 16 marzo 2018        |
| 5  | La segunda piel         | Seconda pelle           | 16 marzo 2018           | 16 marzo 2018        |
| 6  | La memoria del padre    | In memoria di mio padre | 16 marzo 2018           | 16 marzo 2018        |
| 7  | La ruta de la verdad    | La via della libertà    | 16 marzo 2018           | 16 marzo 2018        |
| 8  | El precio del silencio  | Il prezzo del silenzio  | 16 marzo 2018           | 16 marzo 2018        |
| 9  | La coartada             | L'alibi                 | 16 marzo 2018           | 16 marzo 2018        |
| 10 | Alta costura            | Alta moda               | 16 marzo 2018           | 16 marzo 2018        |